# Chambre de la culture du Reich
Pour les articles homonymes, voir RKK.
La Chambre de la culture du Reich (Reichskulturkammer, ou RKK) est une institution nazie, créée le 15 novembre 1933. Elle met en œuvre dans les milieux culturels le processus de Gleichschaltung lancé par les nazis pour mettre au pas la société allemande à leur arrivée au pouvoir. Elle vise en particulier à rendre l'ensemble du domaine culturel conforme aux idéaux du parti national-socialiste en promouvant l'art « aryen » ou « art héroique » et en mettant fin à tout art moderne considéré comme un « art dégénéré ». 
Elle est placée sous la tutelle de Joseph Goebbels et de son ministère du Reich à l'Éducation du peuple et à la Propagande.
Il existe également un Sénat de la culture du Reich (Reichskultursenat), présenté par Goebbels comme un « forum représentatif » de la culture allemande.
Un intendant de la culture du Reich (Reichskulturwalter) nommé par Goebbels, est chargé notamment de la « déjudaïsation de la vie culturelle allemande ». Ce poste d'intendant est successivement occupé par Hans Schmidt-Leonhardt (de), Franz Moraller (de) et Hans Hinkel.
La Chambre de la culture du Reich est subdivisée en sept spécialités :
- Chambre de la musique du Reich (Reichsmusikkammer)
- Chambre de la littérature du Reich (Reichsschrifttumskammer)
- Chambre des beaux-arts du Reich (Reichskammer der bildenden Künste)
- Chambre du théâtre du Reich (Reichstheaterkammer)
- Chambre de la presse du Reich (Reichspressekammer)
- Chambre de la télédiffusion du Reich (Reichsrundfunkkammer)
- Chambre du cinéma du Reich (Reichsfilmkammer)